# Islandska rukometna reprezentacija
Islandska rukometna reprezentacija predstavlja državu Island u športu rukometu.
Krovna organizacija: Islandski rukometni savez

## Poznati igrači i treneri
- Guðjón Valur Sigurðsson
- Ólafur Stefánsson
- Slavko Bambir
- Aron Pálmarsson
- Björgvin Páll Gústavsson
- Bjarki Már Elísson
- Kristján Örn Kristjánsson